# 全国珠算教育連盟主催珠算検定
全国珠算教育連盟主催珠算検定（ぜんこくしゅざんきょういくれんめいしゅさい しゅざんけんてい）は、全国珠算教育連盟（略称、全珠連）が主催する珠算検定試験である。文部科学省後援。

## 概要
全国珠算教育連盟による珠算教育の推進を目的とした試験である。試験は段位～準3級は2ヶ月に一度奇数月に、4級～15級は毎月、最終日曜日（地方により変更などあり）に開かれる。

## 解答時間
乗算、除算、見取算、伝票算、開法（開平・開立）は、7分間であり、暗算は3分間で、応用計算は10分間である。

## 段位および級位

### 段位
- 試験科目は、乗算、除算、見取算、伝票算、暗算、応用計算、開法（開平・開立）である。全種目30問出題される。
- 試験は各段位で共通で、得点によって準初段から十段までに判定される。前2回までの最高点によって段位の判定がされる。また伝票算、暗算、応用計算、開法は3科目が審査選択となる。

### 1級～3級
- 試験科目は、乗算、除算、見取算、伝票算、暗算、応用計算である。伝票算、暗算、応用計算は2科目が審査選択となる。

### 4級～8級
- 試験科目は、乗算、除算、見取算である。
- 1種目15問で制限時間は各科目7分。1問10点で各科目100点以上で合格。
- 以前は、乗算と除算が20問、見取算が10問、制限時間は各科目10分であった。

### 9級
- 試験科目は乗算、見取算である。
- 1種目15問で制限時間は各科目7分。1問10点で各科目100点以上で合格。
- 以前は、乗算が20問、見取算が10問、制限時間は各科目10分であった。

### 10級～15級
- 試験科目はA・B2種類の見取算である。
- 1種目15問で制限時間は各科目7分。1問10点で各科目100点以上で合格。
- 以前は、各科目が10問、制限時間は各科目10分であった。

## 合格基準

### 段位
- 段位は、準初段から初段、弐段というように十段まである。
- 試験は各段位で共通で、得点によって準初段から十段までに判定される。前2回までの最高点によって段位の判定がされる。また伝票算、暗算、応用計算、開法は3科目が審査選択となる。
- 段位の合格判定は全審査種目の点数で行う。
- 合格基準は以下のとおりである。満点は300点。

| 段位   | 点数  |
| ------ | ----- |
| 準初段 | 80点  |
| 初段   | 100点 |
| 準弐段 | 110点 |
| 弐段   | 120点 |
| 準参段 | 130点 |
| 参段   | 140点 |
| 準四段 | 150点 |
| 四段   | 160点 |
| 準五段 | 170点 |
| 五段   | 180点 |
| 準六段 | 190点 |
| 六段   | 200点 |
| 七段   | 220点 |
| 八段   | 240点 |
| 九段   | 260点 |
| 十段   | 290点 |

## 受験料
- 段位 - 3,000円
- 1級 - 2,400円
- 準1級 - 2,200円
- 2級 - 1,800円
- 準2級 - 1,700円
- 3級 - 1,600円
- 準3級 - 1,500円
- 4級~準6級 - 1,100円
- 7級~10級 - 1,000円
- 11級~15級 - 600円

受験料は、いずれも税込